# Franciszka Orleańska (1844–1925)
Franciszka Orleańska (1844–1925), Franciszka Maria Amelia (ur. 14 sierpnia 1844 w Neuilly-sur-Seine, zm. 28 października 1925 na zamku Saint-Firmin, w Saint-Firmin) – księżniczka z dynastii Burbon-Orleańscy. Po ślubie księżna Chartres.

## Życiorys

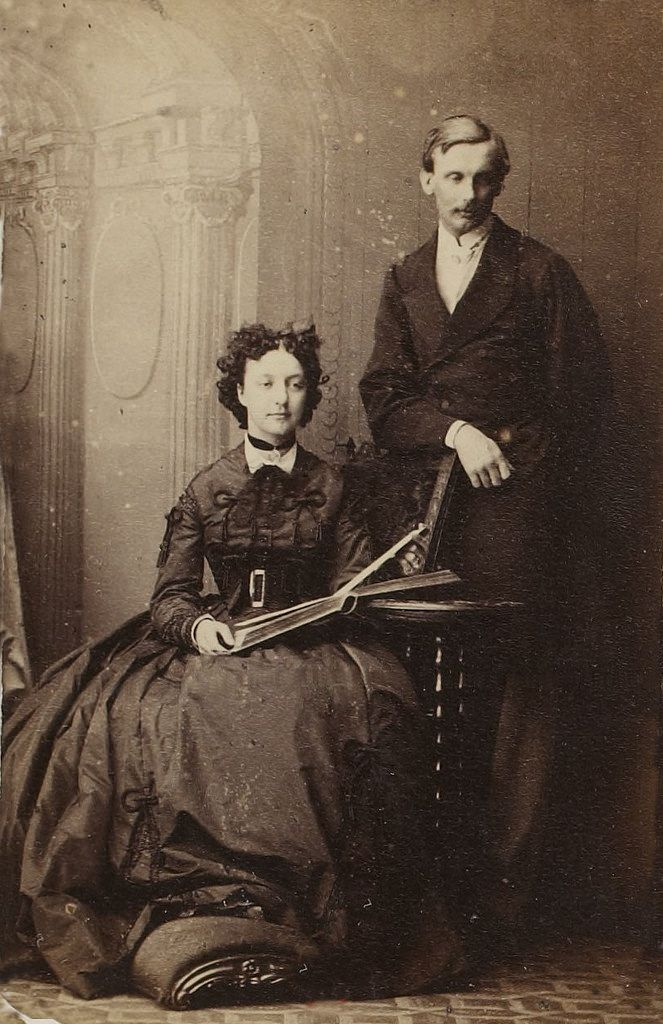
Księżna Chartres i jej mąż, Robert Orleański.

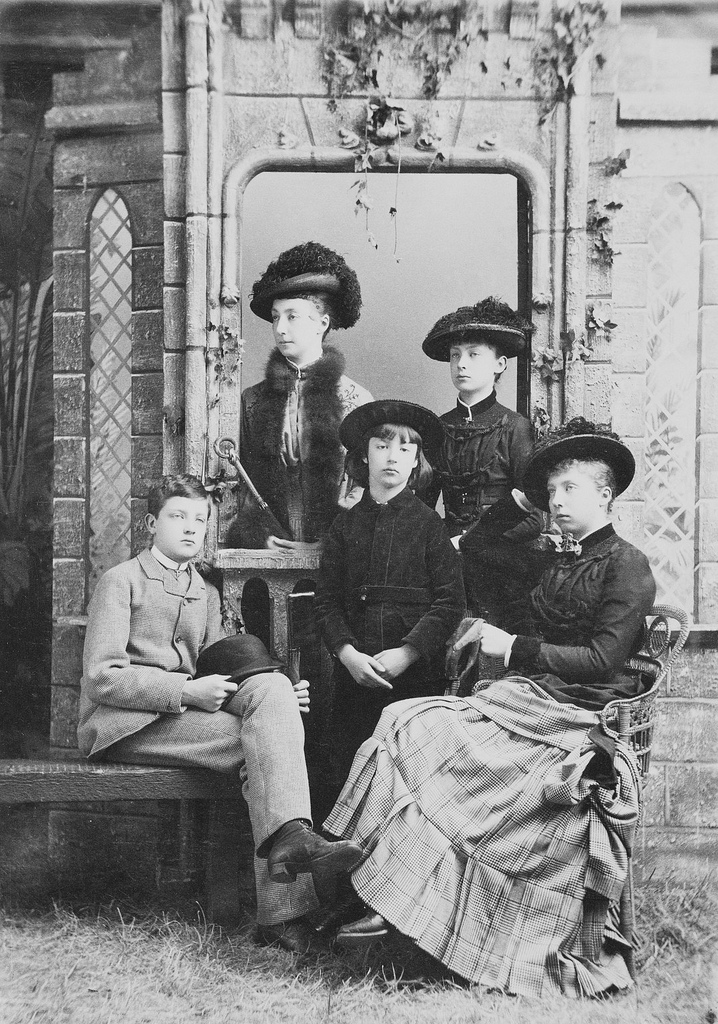
Franciszka Orleańska ze swoimi dziećmi.

Wnuczka króla francuskiego, Ludwika Filipa I i Marii Amelii Burbon-Sycylijskiej. Córka Franciszka Orleańskiego – księcia Joinville i Franciszki Bragança – księżniczki Brazylii i infantki Portugalii, księżnej Joinville; córki cesarza Brazylii – Piotra I i Marii Leopoldyny Habsburg – arcyksiężniczki austriackiej, cesarzowej Brazylii. Jej bratem był Pierre Orleański (1845–1919) – książę Penthievre.
11 czerwca 1863 Franciszka Orleańska poślubiła w Kingston upon Thames, w Wielkiej Brytanii swojego kuzyna, Roberta Orleańskiego (1840–1910), księcia Chartres. Para doczekała się pięcioro dzieci: Marii Orleańskiej (1865–1909), Roberta Orleańskiego (1866–1885), Henryka Orleańskiego (1867–1901), Małgorzaty Orleańskiej (1869–1940) i Jana Orleańskiego (1874–1940) – księcia de Guise.
Zmarła w 1925, w Saint-Firmin i została pochowana w kaplicy królewskiej, w Dreux.

### Tytuły
- 14 sierpnia 1844 – 11 czerwca 1863: Jej Królewska Wysokość Księżniczka Franciszka Orleańska;
- 11 czerwca 1863 – 5 grudnia 1910: Jej Królewska Wysokość Księżna Chartres;
- 5 grudnia 1910 – 28 października 1925: Jej Królewska Wysokość Wdowa Księżna Chartres.